# HNK Lukač 05
HNK Lukač-05 je nogometni klub iz Lukača, u okolici grada Virovitice. Trenutačno se natječe u 1. ŽNL Virovitičko-podravskoj.

## O klubu
HNK Lukač-05 čije je puno ime Hrvatski nogometni klub Lukač-05 igra na stadionu HNK Lukač kapaciteta 500 gledatelja.
Klub HNK Lukač-05 je osnovan 2005. godine, premda je pravni slijednik kluba koji je osnovan 1949. godine.

## Grb kluba
Grb HNK Lukač-05 predstavlja stilizirani štit sa zelenom pozadinom na kojoj se u gornjoj lijevoj polovici  nalazi šahovnica, dijagonalno odvojena od donje desne polovice narančasto žutom vrpcom na kojoj se nalazi natpis HNK Lukač-05 ispisan crvenim slovima i brojkama. U donjoj desnoj polovici se nalazi crno bijela nogometna lopta iznad koje je natpis Lukač u narančasto žutoj boji, cijelo donje desno polje je zelene boje.

## Vanjske poveznice
- znsvpz.hr, Lukač 05 – Lukač
- (engl.) sofascore.com, NK Lukač 05